# Otacilia daweishan
Espèce
Otacilia daweishan est une espèce d'araignées aranéomorphes de la famille des Phrurolithidae.

## Distribution
Cette espèce est endémique du Hunan en Chine,. Elle se rencontre vers Liuyang.

## Description
Le mâle holotype mesure 3,07 mm et la femelle paratype 4,10 mm.

## Étymologie
Son nom d'espèce lui a été donné en référence au lieu de sa découverte, le Daweishan National Forest Park.

## Publication originale
- (en) Keke Liu, Xiang Xu, Yonghong Xiao, Haiqiang Yin et Xianjin Peng, « Six new species of Otacilia from southern China (Araneae: Phrurolithidae) », Zootaxa, vol. 4585, no 3,‎ 15 avril 2019, p. 438–458 (ISSN 1175-5326, e-ISSN 1175-5334).